# Wael Arakji
Wael Arakji (arabisch وائل عرقجي, DMG Wāʾil ʿAraqǧī; * 4. September 1994) ist ein libanesischer Basketballspieler, der aktuell (Stand 23. März 2025) bei Al-Riyadi club Beirut und in der libanesischen Basketballnationalmannschaft spielt. Bei der FIBA-Asienmeisterschaft 2022 wurde er zum besten Spieler des Turniers gewählt und wurde mit dem Libanon zweiter. 2019 spielte Arakji zudem für das
NBA-Team Dallas Mavericks in der NBA Summer league.

## Karriere
Arakji wurde in Beirut geboren und spielte ab 2012 für den größten Verein des Landes, Al Riyadi club, mit dem er zwischen 2012 und 2019 fünfmal Meister in der libanesischen Basketballliga wurde. 2017 gewann er zudem die Basketball Championsleague Asia. 2020 wechselte Arakji zu Al-Shamal nach Katar, wo er die Katarische Basketballmeisterschaft gewann. 2021 wechselte Arakji nach Tunesien zum US Monastir, wo er auch direkt Meister wurde. Damit konnte Arakji mit nur 26 Jahren seinen 9. Nationalen Titel gewinnen. Er erreichte mit dem US Monastir auch das Finale der Basketball Africa league, wo sein Team aber gegen Zamalek verlor. Nach einem kurzen Intermezzo mit Al-Jahra, wechselte Arakji zurück nach Libanon zum Beirut club, wo er die libanesische Meisterschaft gewinnen konnte, ausgerechnet in einem Finale gegen seinen langjährigen Verein Al Riyadi.

## Nationalmannschaft
Arakji spielt seit 2015 für die Libanesische Nationalmannschaft.
2017 bestritt er sein erstes großes Turnier, die Basketball-Asienmeisterschaft im Libanon. Trotz des Heimvorteils verlief das Turnier enttäuschend. Libanon flog im Viertelfinale gegen Iran raus, konnte sich im Anschluss gegen die Philippinen noch den siebten Platz sichern. Die Asienmeisterschaft 2022 verlief deutlich besser. Arakji und sein Team kamen bis ins Finale und gewannen auf dem Weg überraschend gegen China. Im Finale verlor man nur knapp mit 73:75 gegen Australien. Wael Arakji wurde zum besten Spieler des Turniers gewählt und erzielte die meisten Punkte mit einem Schnitt von 26 Punkten pro Spiel. Wenige Monate später qualifizierte sich Arakji mit dem Libanon souverän für die FIBA-Weltmeisterschaft 2023. Dort wurde Libanon in ihrer Gruppe nur letzter, konnte aber in der Runde um die Plätze 17–32 noch zwei Siege einfahren. Arakji war sowohl von den Punkten, als auch von den Assists her, der beste Spieler des Libanons.
Arakji wird mit dem Libanon voraussichtlich bei der FIBA-Asienmeisterschaft 2025 teilnehmen.